# 广 (鄯善)
广，东汉初年的鄯善国王。
广为鄯善王安之子。大约汉明帝永平十三年（70年）左右，其父死后继位，臣属于北匈奴。永平十六年（73年）汉朝假司马班超使西域至鄯善，初奉超敬礼甚备，后因匈奴的使者到来，对班超有说懈怠。班超说“不入虎穴，焉得虎子，当今之计，独有因夜以火攻之”，率领部下三十余人乘夜攻杀匈奴使者，以使者的首级告知鄯善王广，让他以后不要通使匈奴。鄯善王广派儿子为人质，以表示归汉无二心。